# 前田利玄
前田 利玄（まえだ としふさ）は、戦国時代の武将。尾張国荒子城の城主・前田利春の次男。前田利家の兄。

## 生涯
尾張国荒子城の城主・前田利春の次男として誕生した。
主家である織田家の織田信長と織田信行の兄弟による家督争いが激化する中、弘治2年（1556年）織田信行の軍に前田家の居城である尾張荒子城を占領され、前田家の代表として、軍に参加。
弘治2年（1556年）8月、稲生の戦いで織田信行の軍に加わり討死した。この時、弟である前田利家、佐脇良之の兄弟は、織田信長の軍に加わっている。

## 登場作品
- 『利家とまつ〜加賀百万石物語〜』（2002年NHK大河ドラマ 演：布川敏和）